# Passiflora rugosissima
Passiflora rugosissima là một loài thực vật có hoa trong họ Lạc tiên. Loài này được Killip mô tả khoa học đầu tiên năm 1938.